# Hohenau (Bavorsko)
Hohenau je obec v německé spolkové zemi Bavorsko, v zemském okrese Freyung-Grafenau ve vládním obvodu Dolní Bavorsko.

## Geografie
Sousední obce: Freyung, Ringelai, Grafenau, Neuschönau a Mauth.

### Členění obce
Obec se člení na 24 úředně pojmenovaných části:
| - Adelsberg - Bierhütte - Buchberg - Bucheck - Eppenberg - Glashütte - Haag - Haslach | - Hohenau - Hötzelsberg - Hundswinkel - Kapfham - Kirchl - Kramersbrunn - Neuraimundsreut - Oberkashof | - Raimundsreut - Sägmühle - Saldenau - Saulorn - Schönbrunn am Lusen - Schönbrunnerhäuser - Unterkashof - Weidhütte |

## Historie
Území patřilo k majetku rytířů z Wildensteinu. Asi od roku 1476 byla obročím Perlesreutu. Současnou obec v roce 1978 podstatně rozšířilo začlenění obce Schönbrunn am Lusen.

## Památky
- katolický kostel sv. Petra a Pavla z 18. století
- katolický kostel sv. Heinricha a Gunthera

## Příroda
Obec leží poblíž Národního parku Bavorský les a získala titul státem schválené letovisko. Na území obce je geotop (soutěska) – Buchberger Leite.

## Doprava
Přes Hohenau prochází Bundesstraße 533 z Grafenau do Freyungu.

## Osobnosti
V místní části Bierhütte se dne 7.6.1730 narodil skladatel chrámové hudby Georg von Pasterwitz.

## Partnerská města
- Toszek, Polsko